# Roland Gandvik

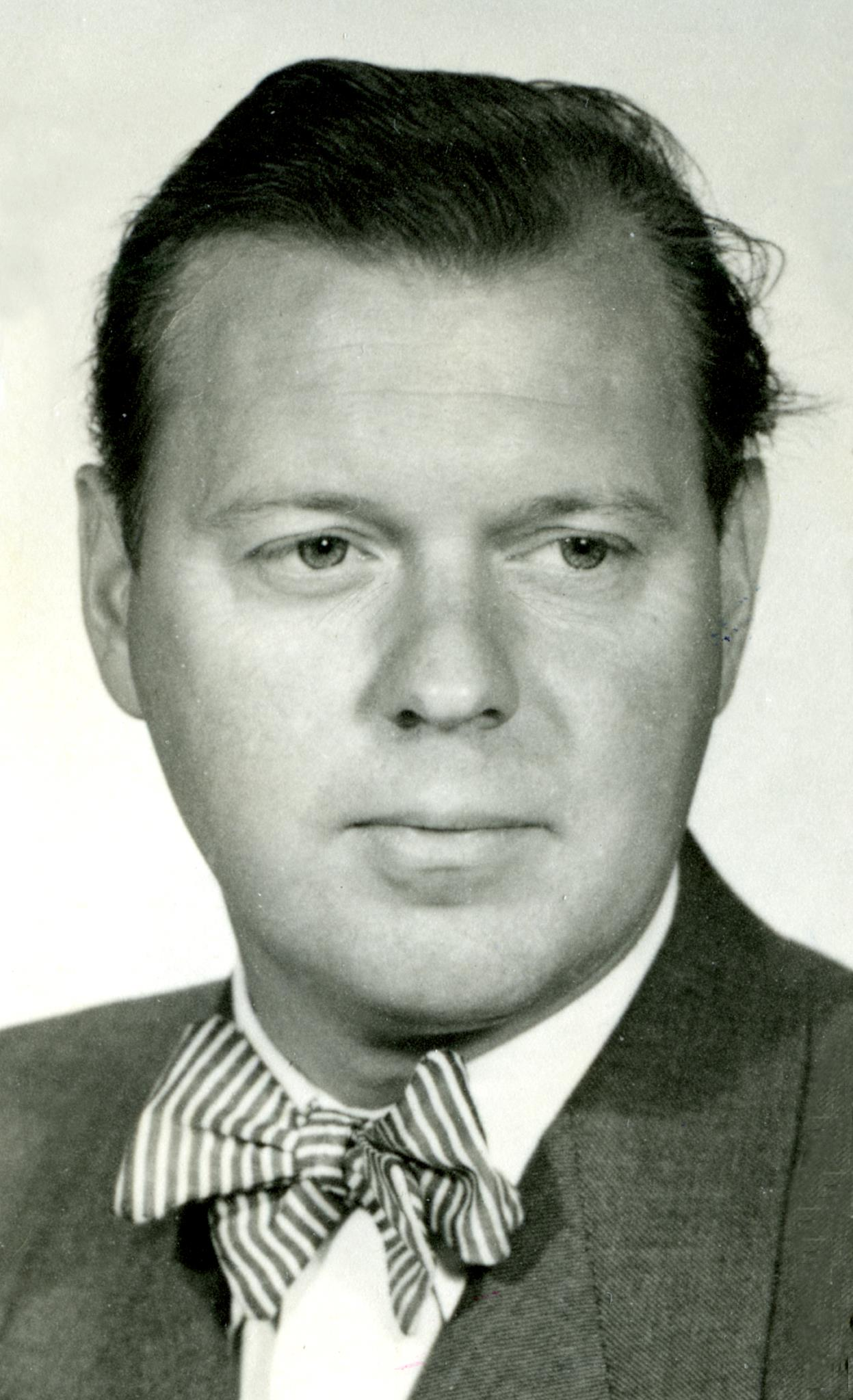
Roland Gandvik

Anders Roland Lycke Gandvik, född 20 juni 1918 i Göteborgs Gamlestads församling, död 28 oktober 1978  i Borås Gustav Adolfs församling,  var en svensk arkitekt.
Efter studentexamen 1937 utexaminerades Gandvik från Chalmers tekniska högskola 1941. Han blev arkitekt vid Axel Forsséns arkitektbyrå i Göteborg samma år, vid Drätselkammarens arkitektbyrå i Göteborg 1943 och var från 1944 biträdande stadsarkitekt i Borås. Gandvik var stadsarkitekt i Borås 1955-1976.
År 1968 utgav Gandvik tillsammans med Torsten Ahlstrand Offentlig konst i Borås. Gandvik var styrelseledamot i Borås konstmuseum och Borås kulturhistoriska museum.

## Verk i urval
- Villa Bellevue, Bruns Backe, Mölndal, 1946
- Engelbrektsskolan, Borås, 1949 (tillsammans med Harald Ericson)
- Textilinstitutets tillbyggnad, Borås, 1952 (tillsammans med Harald Ericson)
- Villa Gandvik, Hällegatan, Borås, 1953
- Sjöboklints ålderdomshem, Borås, 1955 (tillsammans med Harald Ericson)
- Tillbyggnad för pensionat Bergabo/Tjörngården, Rönnäng, omkring 1955
- Praktiska Realskolan (Särlaskolan), Borås, 1956 (tillsammans med Harald Ericson)
- Boråshallen, 1957 (tillsammans med Harald Ericson)
- Stadshuset, Borås, 1957 (tillsammans med Harald Ericson)[2]
- Kulturhuset i Borås, 1975